# Хендерсон (Буэнос-Айрес)
Хендерсон (исп. Henderson) — город в Аргентине в провинции Буэнос-Айрес. Административный центр муниципалитета Иполито-Иригойен.

## История
В 1909 году через эти места была проложена железная дорога, и построенную здесь станцию назвали в честь её директора Фрэнка Хендерсона. Участки земли в районе станции стали продавать под жилищное строительство, и постепенно здесь вырос населённый пункт.

## Известные уроженцы
- Клаудио Каниджа (род.1967) — футболист